# Rosa pulverulenta
Rosa pulverulenta är en rosväxtart som beskrevs av Friedrich August Marschall von Bieberstein. Rosa pulverulenta ingår i släktet rosor, och familjen rosväxter. Inga underarter finns listade i Catalogue of Life.

## Bildgalleri

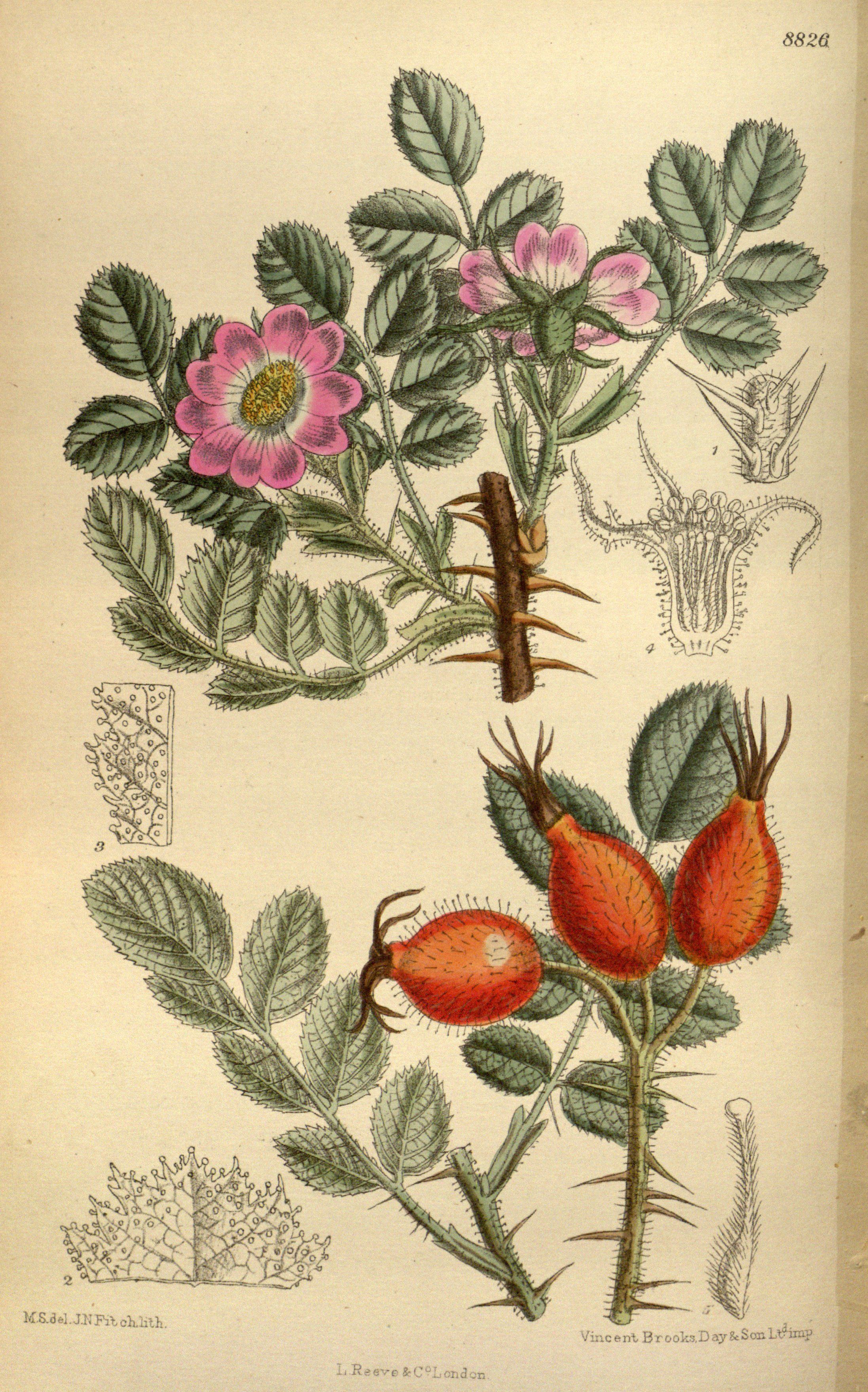